# Sabulodes subclararia
Sabulodes subclararia är en fjärilsart som beskrevs av Walker 1860. Sabulodes subclararia ingår i släktet Sabulodes och familjen mätare. Inga underarter finns listade.